# Mycetarotes
Mycetarotes is een geslacht van mieren uit de onderfamilie van de Myrmicinae (Knoopmieren).

## Soorten
- M. acutus Mayhé-Nunes, 1995
- M. carinatus Mayhé-Nunes, 1995
- M. parallelus (Emery, 1906)
- M. senticosus Kempf, 1960